# Важеркин, Иван Васильевич
Иван Васильевич Важеркин (1918—1971) — советский воин пограничных войск и снайпер в годы Великой Отечественной войны, Герой Советского Союза (15.01.1944). Капитан (1954).

## Биография
Родился 1 октября 1918 года в селе Мурмино. Сын крестьянина — участника первой мировой и гражданской войн Василия Панфиловича Важеркина и колхозницы, неоднократно избиравшейся депутатом сельского Совета, Пелагеи Алексеевны Важеркиной. Окончил неполную среднюю школу. Работал столяром.
В Пограничных войсках НКВД СССР с 1938 года, служил на Дальнем Востоке в составе 63-го Биробиджанского пограничного отряда. В конце 1942 года из бойцов пограничных и внутренних войск Сибири и Дальнего Востока была сформирована 102-я Дальневосточная стрелковая дивизия НКВД СССР, в которую был зачислен и И. В. Важеркин. Член ВКП(б) с 1943 года.
В боях Великой Отечественной войны в рядах этой дивизии с февраля 1943 года. Боевое крещение принял в составе 70-й армии, участвуя в Севской наступательной операции (февраль—март 1943 года). Затем участвовал в Курской битве и в битве за Днепр.
Снайпер 30-го Хасанского стрелкового полка (102-я Дальневосточная стрелковая дивизия, 48-я армия, Центральный фронт) сержант Иван Важеркин активно участвовал в развитии снайперского движения в частях дивизии. В оборонительных боях на Курской дуге и в контрнаступлении уничтожил по официальным данным не менее 148 вражеских солдат и офицеров. Был известен как отважный разведчик и инициативный командир. Под огнём противника в числе первых вплавь преодолел реку Десна и уничтожал огневые средства врага. В бою в сентябре 1943 года заменил выбывшего из строя командира взвода, а 16 сентября 1943 года в бою у города Новгород-Северский (Черниговская область) — тяжело раненного командира роты. Под его командованием рота прошла с боями 170 км и освободила 16 населённых пунктов. 
Указом Президиума Верховного Совета СССР «О присвоении звания Героя Советского Союза генералам, офицерскому, сержантскому и рядовому составу Красной Армии» от 15 января 1944 года за «образцовое выполнение боевых заданий командования на фронте борьбы с немецкими захватчиками и проявленными при этом отвагу и геройство» старшему сержанту Важеркину Ивану Васильевичу присвоено звание Героя Советского Союза с вручением ордена Ленина и медали «Золотая Звезда» (первый в дивизии Герой Советского Союза).
В июле 1944 года был тяжело ранен в Прибалтике. После выздоровления направлен на учёбу на курсы подготовки офицерского состава при Алма-Атинском пограничном училище, окончил которые в 1945 году. Служил помощником начальника учебной заставы окружной школы сержантского состава в городе Кутаиси (Грузинская ССР), с 1946 года — заместителем начальника и начальником пограничной заставы Батумского пограничного отряда (Грузинский пограничный округ). В 1948 году окончил Каменец-Подольскую школу усовершенствования офицерского состава. В 1948—1952 годах был преподавателем Орджоникидзевского военного училища МВД СССР. В 1956 году капитан И. В. Важеркин уволен в запас.
Жил в Рязани, с 1956 года преподавал военное дело в школе № 8. С 1961 года работал в учебном комбинате при областном управлении коммунального хозяйства.
Умер 27 декабря 1971 года. Похоронен на Сысоевском кладбище в Рязани.

## Награды
- Герой Советского Союза (15.01.1944)
- Орден Ленина (15.01.1944)
- 2 ордена Красной Звезды (23.12.1943, 26.10.1955)
- Медаль «За отвагу» (24.04.1943)
- Три медали «За боевые заслуги» (12.03.1943, 12.05.1943, 6.08.1949)
- Другие медали

## Память
- В Рязани на доме № 15 по проезду Щедрина, в котором жил Герой, установлена мемориальная доска (2005).
- Ещё одна мемориальная доска установлена на здании средней школы № 8 Рязани, в которой он преподавал (2018).